# Брзи пут Р4
Брзи пут Р4 се налази у Чешкој Републици. Представља главну везу Прага са јужним делом земље (Прибрам). Све до данас није градња пута завршена; од укупне планиране дужине 86 км било је пуштено у промет само 45 км. Брзи пут Р4 се гради од почетка 70-их и следи правац пута прве класе бр. 4.
Максимална брзина на путу је 130 km/h. Просечно најсевернијом секцијом брзог пута (у близини главног града Прага) пролази дневно око 24,6 хилјада возила.

## Историја
Изградња брзог пута је кренула постепено, у правцу од Прага према југу. Први део (Јиловице-Ржитка) брзог пута је био званично отворен за возаче 1971. Седам година касније је следела обилазница села Ржитка.
1980. је отворена деоница дужине 3,2 км из града Мњишек под Брди према Китину, па мало касније следела је и секција према Возници заједно са мостом преко долине Возницког потока. Обилазница села Оборжиште код Пржибрами је исто успорила промет у самом селу, па је касније после повезања са осталим деоницама брзог пута постала најјужнијом секцијом пута. 1989. је био пут отворен све до града Пржибрам, чиме се завршила прва фаза изградње.
Све до 2005. су возачи могли да користе само ових 30 км брзог пута јужно од Прага. 2010. отворена је деоница Пржедотице - Тржебков у јужној Чешкој близу града Писек. 2017. је било отворено још 4 км пута близу града Прибрам.